# اکویو، ساریسام
اکویو، ساریسام (به لاتین: Akkuyu, Sarıçam) یک منطقهٔ مسکونی در ترکیه است که در استان آدانا واقع شده‌است.